# Marokau
Marokau ist ein Atoll des Tuamotu-Archipels in Französisch-Polynesien. Das Atoll liegt 53 km südöstlich von Hikueru entfernt und ist nur durch eine 2 km breite Wasserstraße von Ravahere getrennt. Die Ausdehnung des dreiecksförmigen Atolls erreicht eine Breite von 21 km bei einer Länge von 20 km. 
Marokau und Ravahere bilden die Îles Deux Groupes. Marokau gehört zur Gemeinde Hikueru. Der bedeutendste Ort der Insel ist Vaiori, dieser liegt auf einer Insel am nördlichen Ende des Atolls.

## Geschichte
Louis Antoine de Bougainville entdeckte die Insel 1768. 
1903 wurde das Atoll von einem schweren Sturm heimgesucht, der über 100 Bewohner tötete. 
Die Lagune von Marokau war vom 19. Jahrhundert bis 1965 eine der wichtigsten für die Perlenzucht des Tuamotu-Archipels.
Heute leben die Bewohner hauptsächlich von der Kopraproduktion. Auf den Inseln und Motus des Atolls wachsen viele Kokospalmen.